# Giuseppe Sandri
Giuseppe Sandri MCCJ (ur. 26 sierpnia 1946 w Faedo, zm. 30 maja 2019 w Centurion) – włoski duchowny rzymskokatolicki posługujący w Południowej Afryce, biskup Witbank w latach 2010–2019.

## Życiorys
Święcenia kapłańskie przyjął 27 maja 1972 w zakonie kombonianów. Po święceniach podjął pracę duszpasterską w parafiach południowoafrykańskiej diecezji Witbank. W latach 1993–1998 oraz 2008–2009 pełnił funkcję przełożonego prowincji zakonnej, a w latach 1999–2007 był sekretarzem generalnym zakonu.
6 listopada 2009 został prekonizowany biskupem Witbank, zaś 31 stycznia 2010 przyjął święcenia biskupie z rąk abp. Buti Tlhagalego.
Zmarł w szpitalu w Centurion 30 maja 2019, a tydzień później został pochowany w katedrze w Witbank.